# Prašný Újezd (zámek)
Prašný Újezd je zámek ve stejnojmenné vesnici u Mlečic v okrese Rokycany. Postaven byl na přelomu sedmnáctého a osmnáctého století a dochovaná podoba je výsledkem klasicistních úprav v roce 1822. Zámecký areál je od roku 2005 chráněn jako kulturní památka.

## Historie
Prašný Újezd patřil po většinu své existence kladrubskému klášteru, hřešihlavskému a částečně ke zvíkoveckému panství. V šestnáctém století se stal centrem malého samostatného statku s panským sídlem. Nejspíše jím byla tvrz s neznámou polohou, ale je možné, že stávala na místě zámku. Před třicetiletou válkou patřila Běšinům z Běšin. Zakladatelem dochovaného barokního zámku byl hrabě Martin Allemann na přelomu sedmnáctého a osmnáctého století, který u něj také zřídil zámeckou kapli. Dochovanou podobu zámek získal v roce 1822, kdy tehdejší majitel, svobodný pán ze Stilfriedu na Terešově, nechal obytnou budovu snížit o jedno patro a upravit ji v klasicistním slohu. Ve druhé polovině dvacátého století zámek využívalo jako správní budovu jednotné zemědělské družstvo.

## Stavební podoba
Zámek je přízemní budova s obdélníkovým půdorysem a mansardovou střechou. Prosté fasády jsou zdobené jen jednoduchými rámy kolem oken a empírovou fabionovou korunní římsou. Jediným klenutým prostorem v interiéru je bývalá kaple s valenou klenbou s lunetami. K památkově chráněnému areálu patří také ohradní zeď s vjezdem a budova stájí. Objekty špýcharu a bývalých chlévů klenutých do pasů novodobými úpravami ztratily svou historickou hodnotu. Ze stodoly zůstala stát jen obvodová zeď.